# 西友
西友（日语：／ Seiyū */?，Seiyu, GK.）是日本一家經營連鎖超級市場及量販店的零售企業，1963年做為西武百貨子公司創立，原隸屬於季節集團旗下。
西友原在香港沙田經營西田百貨，2005年把全數股權出售予新鴻基地產，而西田百貨亦已於2008年4月27日易名為一田百貨繼續經營。

## 歷史
- 1956年 - 西武百貨成立子公司「西武商店」（西武ストアー）。
- 1963年 - 改名為「西友商店」（西友ストアー）。
- 1973年 - 以實驗品牌的形式成立FamilyMart，後於1981年分割為獨立公司。
- 1980年 - 開發原創品牌「無印良品」。
- 1983年 - 更改公司名稱為「西友」。無印良品在東京青山開設店面。
- 1990年 - 將無印良品的經營權轉讓給「良品計畫」公司。
- 2000年 - 以西武百貨作為交換條件，日本住友商事成為最大股東。
- 2002年 - 與美國的沃爾瑪集團合作，沃爾瑪成為最大股東。
- 2004年 - 1,600名員工提出辭職。
- 2005年10月7日 - 推出「西友Shopping Card」。
- 2005年12月 - 成為沃爾瑪集團旗下的子公司。
- 2020年11月17日 - 沃爾瑪集團將「西友」的65%股權賣給私人股權投資公司科尔伯格-克拉维斯-罗伯茨（KKR）成為最大股東，20%賣給三木谷浩史創立的線上零售商樂天株式會社，自己保留15%股權。
- 2023年5月 - 樂天株式會社宣佈將其持有的20%股權出售給KKR[1]。
- 2025年1月，Trial Holdings参与竞购美国私募机构KKR持有的西友百货股份，最终于同年3月5日宣布以3800亿日元完成对西友的全资收购

## 集團公司
- 連鎖超級市場事業
  - 西友
  - 北海道西友
  - 九州西友
    - 上面三家公司使用相同商標

  - 東北西友
  - S.S.V - 日本長野地區的業務推廣
  - Sunny - 日本福岡地區的業務推廣
    - Sunny使用自有的商標
- 其他

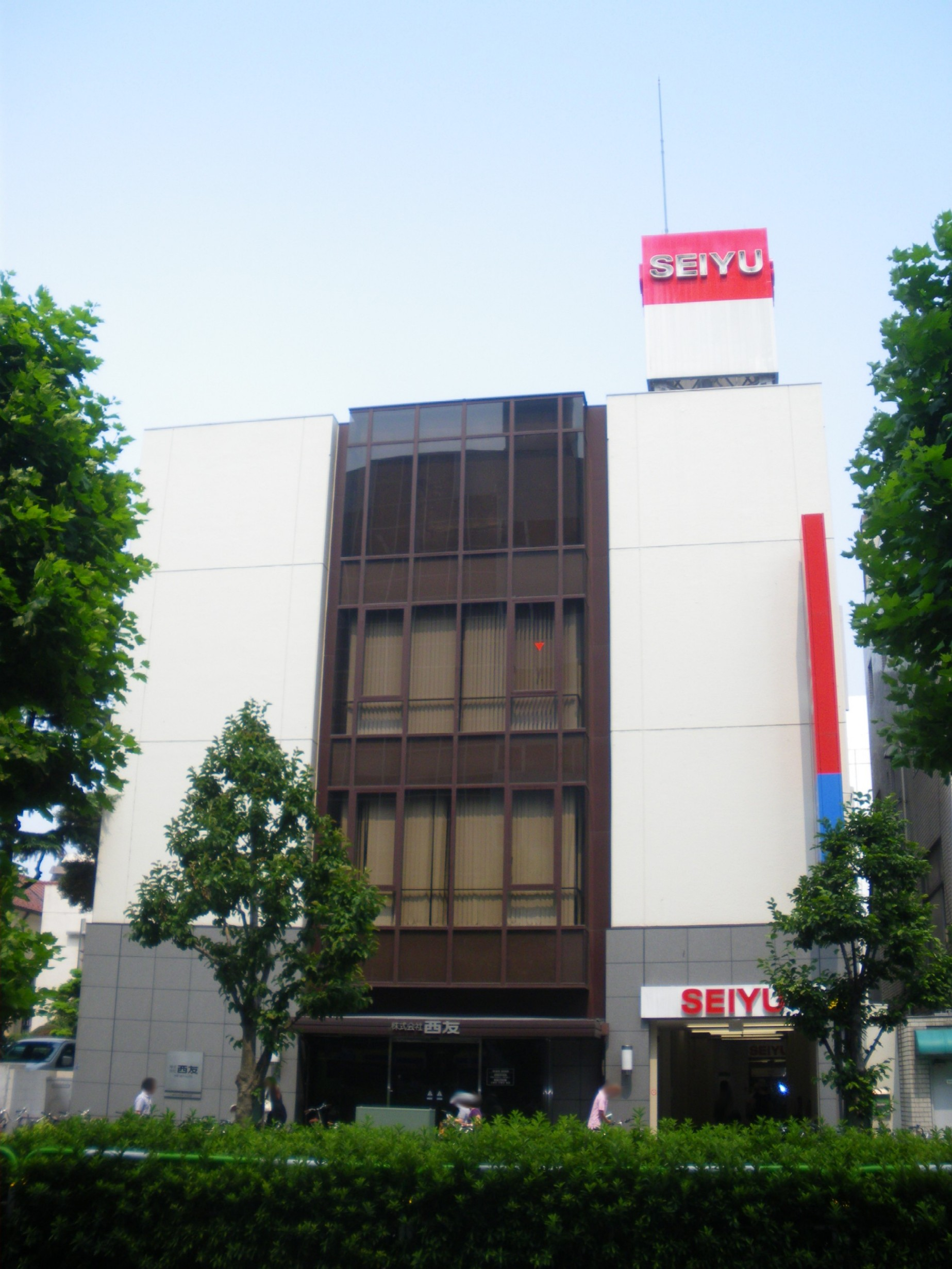
赤羽總店

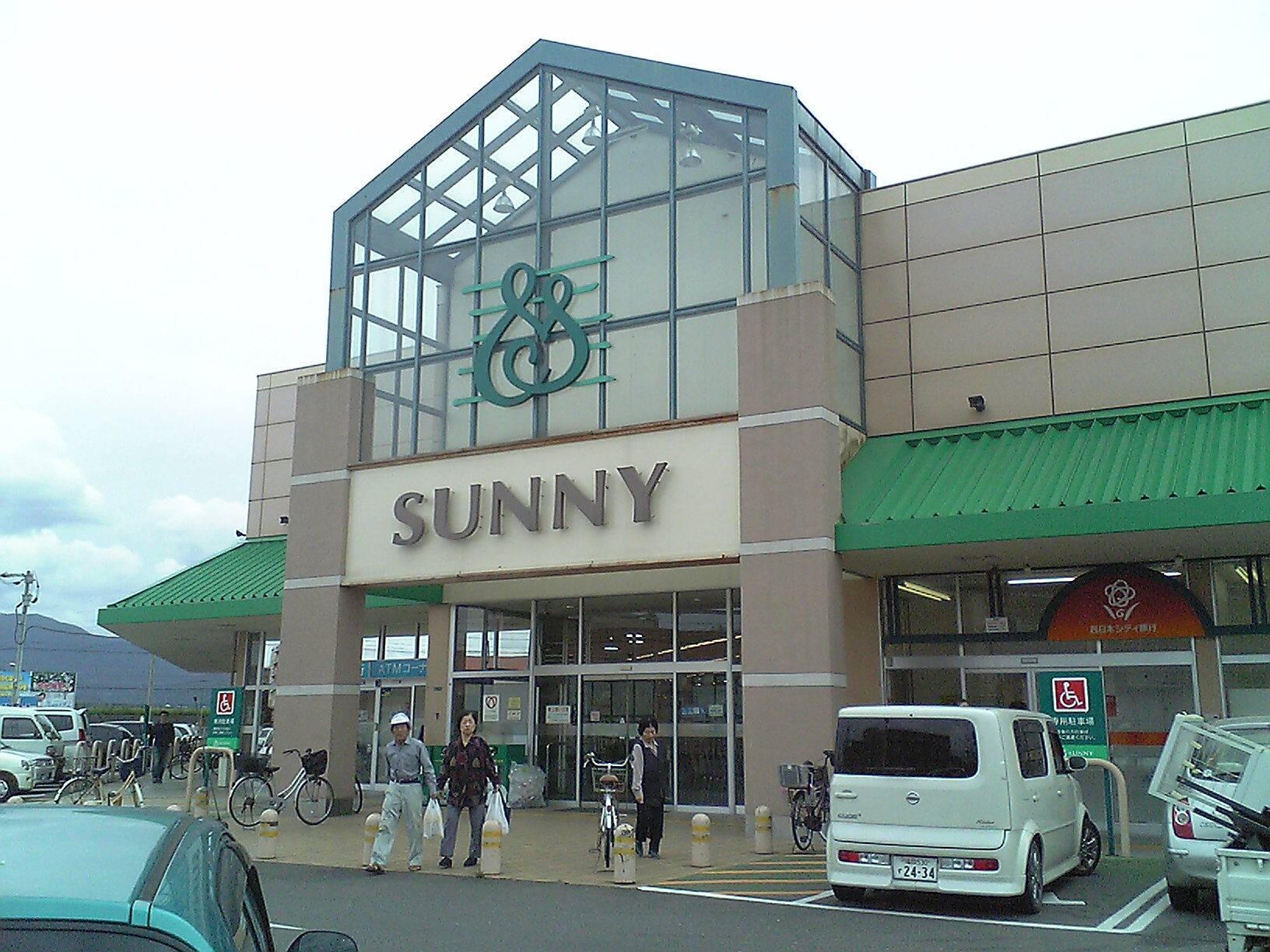
福岡縣的一家西友

  - 二光 - 經營電視購物事業，同時也是西友公司的人才派遣公司。
  - 若菜 - 負責西友商店內的熟食販售、賣場營運。以及獨自的便當和熟食店面。
  - Nicoh - 西友集團店面內行動電話的銷售。

## 外部連結
- 西友｜SEIYU （页面存档备份，存于）

1. ↑  . Reuters.